# Frunză trofofilă
Frunza trofofilă (din greaca trophe = hrană, nutriție + phyllon = frunză) este o frunză asimilatoare (cu funcțiuni de nutriție), sterilă, care nu produce spori, caracteristică cormofitelor, întâlnită mai ales la unele pteridofite, de ex. frunzele ovat-amplexicaule de la limba șarpelui (Ophioglossum vulgatum) și cele penat-sectate de la iarba dragostei (Botrychium lunaria), scărița muntelui (Blechnum spicant). 
Tipurile evoluate de pteridofite au frunzele diferențiate în trofofile, lipsite de spori, cu funcțiuni de nutriție, și sporofile, purtătoare de spori, specializate pentru formarea sporangilor și a sporilor.